# Burg Zierberg
Die Burg Zierberg lag in der Gemeinde Ansfelden im Bezirk Linz-Land von Oberösterreich.
Die Substruktion der Burganlage wurde durch eine Schottergrube massiv beeinträchtigt. Heute steht in der Lagestelle ein Wasserwerk; Reste des Kernwerks und des Burggrabens sind in Richtung Hochplateau erkennbar.
Die Burg ist vermutlich als Nachfolgerbau der Burg Ipf von Warmund von Zierberg erbaut worden. Dieser Warmund erscheint zwischen 1179 und 1299 unter den steirischen Ministerialen. Ein Ulrich von Zierberg, Sohn des Bruno, taucht zwischen 1224 und 1234 als Lehensträger der Herzoge von Österreich auf. Nach diesem Ulrich erscheint Meinhard Tröstel als nächster Besitzer von Zierberg. Dieses Erbe scheint ihm seine erste Gattin, Chunigunde von Zierberg (1248 bis 1255 erwähnt und Tochter des Ulrich), zugebracht zu haben. Durch Margarethe, die Tochter der beiden zuvor Genannten, kommt der Besitz an Siboto von Lonstorf, der nach der Regelung von Erbstreitigkeiten seinen Wohnsitz nach Zierberg verlegt. Deren Sohn Heinrich wird als Heinrich von Cirberch genannt der Lonstorfer bezeichnet. Die Lonstorfer blieben für die nächsten Generationen bis zum Aussterben dieses Geschlechts im Mannesstamm auf Zierberg ansässig. Nach den Lonstorfern kam das Erbe an Kunigunde von Lonstorf, die sich 1345 mit dem Wolfhart von Ehrenfels vermählte und die 1370 das Ipf-Zierbergsche Erbe übernommen hatte.
Nach 1569 wurde die Burg Zierberg nach der Vereinigung mit der Herrschaft Weißenberg von den Volkenstorfern abgebrochen.